# Henry Tiller
Henry Tiller (født 14. juni 1914 i Trondheim, død 1. januar 1999 samme sted) var en norsk bokser, som deltog i OL 1936.

## Amatørkarriere
Henry Tiller vandt som 17-årig som juniorbokser det norske mesterskab i letvægt. Han gik siden op i mellemvægt, hvor han som senior blev norsk mester i 1935, 1936, 1937, 1938 og 1940, før 2. verdenskrig satte en stopper for de næste yderligere to mesterskaber.
Udover de norske mesterskaber stillede Henry Tiller op ved de engelske amatørmesterskaber, og i 1938 blev Tiller som den eneste norske bokser engelsk mester to gange, hvor han vandt en klar sejr over den daværende engelske mester, David Peck.
Han deltog i ti bokselandskampe, og vandt otte.
Ved OL i Berlin i 1936 vandt han en sølvmedalje i mellemvægt efter at have tabt i finalen til franskmanden Jean Despeaux. På vej til finalen besejrede Tiller Edward Peltz (Sydafrika), Richard Shrimpton (Storbritannien) og de to favoritter Adolf Baumgarten (Tyskland) og Henryk Chmielewski (Polen). Senere samme år mødtes Tiller med Despaux i to bokselandskampe i Trondheim og Oslo – hvor han vandt over ham begge gange.
Tiller deltog i 158 amatørkampe. Ud af dem tabte han 22 og 1 endte uafgjort.

## Professionelle karriere
Tiller debuterede som professionel bokser i 1941 mod danskeren Henry Nielsen i en kamp i Göteborg, men på grund af 2. verdenskrig var vilkårene for boksning svære. Han opnåede yderligere tre kampe i Norge i 1941, men opgav herefter karrieren.

## Liv efter boksningen
Tiller skrev en autobiografi kaldet Ringen Klar, udgivet af Aschehoug i 1941.